# Karl Julius August von Vangerow
Karl Julius August von Vangerow (* 26. Juli 1809 in Groß Wesseln bei Elbing; † 10. Dezember 1898 in Leipzig) war Reichsgerichtsrat und Richter am Reichsoberhandelsgericht.

## Leben
Seine Vereidigung auf den preußischen Landesherrn erfolgte 1832 und er wurde Auskultator. 1837 wurde er Obergerichtsassessor. 1849 ernannte man ihn zum Staatsanwalt. 1850 wurde er Appellationsgerichtsrat. 1864 wurde er zum Obertribunalsrat befördert und kam als Hilfsarbeiter in das preußische Justizministerium. 1870 kam er zum Reichsoberhandelsgericht. 1879 trat er in den IV. Zivilsenat des Reichsgerichts über. 1883 trat er in den Ruhestand.